# Zdena Höhmová
Zdena Höhmová (* 4. října 1955 Brno) je česká akademická malířka, grafička a ilustrátorka působící střídavě v Brně a Praze.

## Život a dílo
Narodila se v Brně 4. října 1955. V letech 1971–1975 studovala na Střední uměleckoprůmyslové škole v Brně (pozdější SŠUŘ) a poté pokračovala ve studiu malby u profesora Oldřicha Oplta na Akademii výtvarných umění v Praze (AVU; do roku 1981) a tamtéž ve speciální škole pro krajinářskou a figurální malbu profesora Františka Jiroudka.
Po studiích začala působit jako odborná asistentka pro malbu, kresbu a kompozici na Katedře výtvarné výchovy Pedagogické fakulty University Jana Evangelisty Purkyně v Brně (pozdější Masarykovy univerzity; do roku 1987) a poté ještě krátce jako odborná asistentka pro kresbu a malbu ve sklářském ateliéru na Vysoké škole uměleckoprůmyslové v Praze (1987–1988). Od roku 1989 se již věnovala jen vlastní tvorbě jako svobodnému povolání, a to střídavě v brněnském či pražském ateliéru. Krátce v letech 2002–2003 vyučovala malbu na Střední škole uměleckých řemesel v Brně (SŠUŘ).
Ve své výtvarné činnosti se věnuje volné malbě, kresbě, grafice a příležitostně také ilustraci. Její výtvarné zaměření se označuje jako imaginativní malba. Má bohatou účast na výstavách i zastoupení ve veřejných i soukromých sbírkách. Během asi 40 let od roku 1981 uspořádala doma i v zahraničí více než 80 autorských výstav a účastnila se zhruba 180 společných výstav, uměleckých projektů, sympozií a bienále, uměleckých veletrhů, aukčních salonů a jiných akcí. Její dílo je zastoupeno mimo jiné ve sbírkách Galerie hlavního města Prahy, Moravské galerie v Brně, Městské galerie Varšec v Bulharsku, Galerie výtvarného umění v Hodoníně, Oblastní galerie Vysočiny v Jihlavě, Muzea města Brna, Galerie Affiche d´art Kaiserslautern, Galerie Spaarkrediet v Belgii a dalších.
Stala se členkou brněnského Sdružení Q a posléze jednou z jeho tří konzulů. Také se stala členkou Unie výtvarných umělců a Sdružení pražských výtvarných umělců, dále též Jednoty umělců výtvarných v Praze či Volného spolku výtvarníků FF16.
Společensky cenná je i její významná podpora činnosti různých nadací na podporu dětem, handicapovaným lidem, na záchranu přírody a podobně.
V roce 2001 byla vydána Nadací Universitas Masarykiana monografie autorů Jiřího Hlušičky a editora Jaroslava Maliny, věnující se autorce a jejímu dílu.
Za svoji tvorbu získala řadu českých i mezinárodních ocenění a uznání. Mimo jiné v lednu 2013 převzala Cenu města Brna za rok 2012 v oblasti výtvarného umění.